# Anna Habsburżanka (1318–1343)
Anna (ur. 1318; zm. 14 lub 15 grudnia 1343 w Wiedniu) – księżniczka z dynastii Habsburgów.
Anna była córką Fryderyka III Pięknego i Elżbiety Aragońskiej (przed ślubem używała imienia Izabela). Zapewne w 1321 lub 1322 została zaręczona z przyszłym królem Polski Kazimierzem Wielkim. Projekt upadł przypuszczalnie po klęsce Fryderyka w bitwie pod Mühldorfem. W 1326 Anna została żoną księcia Henryka XV Bawarskiego z dynastii Wittelsbachów, który zmarł w 1333. Trzy lata później wyszła za hrabiego Gorycji Jana Henryka, który zmarł w 1338. Oba małżeństwa były bezdzietne. Po powtórnym owdowieniu Anna wstąpiła do klasztoru klarysek, w którym została opatką.